# Gleisdorf
Gleisdorf is een gemeente in de Oostenrijkse deelstaat Stiermarken, en maakt deel uit van het district Weiz.
Gleisdorf telt 11.200 inwoners (2022).
Sinds 1920 is Gleisdorf een stad. In 2015 werd Gleisdorf uitgebreid met de voormalige gemeenten Nitscha, Labuch en Laßnitzthal.

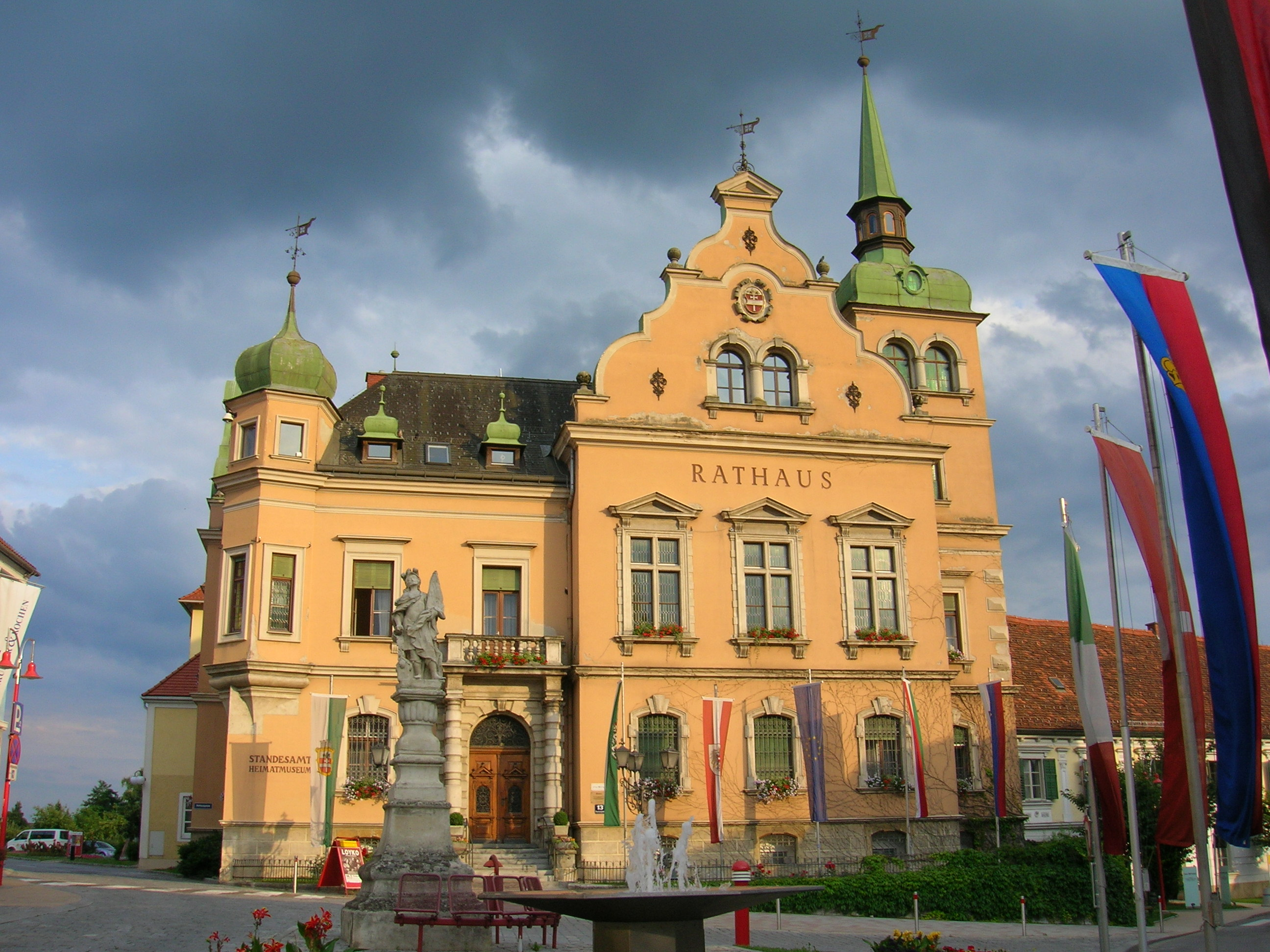
Raadhuis

Albersdorf-Prebuch
· Anger
· Birkfeld
· Fischbach
· Fladnitz an der Teichalm
· Floing
· Gasen
· Gersdorf an der Feistritz
· Gleisdorf
· Gutenberg
· Hofstätten an der Raab
· Ilztal
· Ludersdorf-Wilfersdorf
· Markt Hartmannsdorf
· Miesenbach bei Birkfeld
· Mitterdorf an der Raab
· Mortantsch
· Naas
· Passail
· Pischelsdorf am Kulm
· Puch bei Weiz
· Ratten
· Rettenegg
· Sankt Kathrein am Hauenstein
· Sankt Kathrein am Offenegg
· Sankt Margarethen an der Raab
· Sankt Ruprecht an der Raab
· Sinabelkirchen
· Strallegg
· Thannhausen
· Weiz
- Gemeinsame Normdatei: 4278237-5
- Library of Congress Control Number: n85043603
- MusicBrainz: 0af2a404-7b27-4a69-bef8-ed26651749c1
- Nationale Bibliotheek van Israël: 987007564627305171
- Virtual International Authority File: 140779335
- WorldCat: E39PBJbM4w7jQChMTbKhMYyjmd